# Волженцев, Станислав Валентинович
Станислав Валентинович Волженцев (род. 28 октября 1985, Орск, Оренбургская область[…]) — российский лыжник, призёр этапа Кубка мира и чемпионата мира среди молодёжи, многократный чемпион России. Мастер спорта международного класса. Наиболее успешно выступает в гонках классическим стилем.

## Карьера
На молодёжном уровне Волженцев был вице-чемпионом мира в скиатлоне 15+15 км.
В Кубке мира Волженцев дебютировал 26 января 2008 года, в феврале 2012 года впервые попал в тройку лучших на этапе Кубка мира, в эстафете. Имеет на своём счету 4 попадания в десятку лучших на этапах Кубка мира, все в личных дистанционных гонках классическим стилем. Лучшим достижением Волженцева в общем итоговом зачёте Кубка мира является 59-е место в сезоне 2011/12.
1 января 2014 года на четвёртом этапе Тур де Ски 2013/2014 стал третьим в масс-старте на 15 км.
Принимал участие в двух чемпионатах мира, на чемпионате мира 2011 года в Хольменколлене занял 4-е место в гонке на 15 км классическим стилем и 7-е место в эстафете.